# バイオントダム
バイオントダム（ヴァイオントダム、イタリア語: Diga del Vajont）は、イタリア北東部を流れるピアーヴェ川支川のバイオント川に建設されたダム。1960年に竣工したが、1963年10月9日に犠牲者2000名以上を出す地すべり・溢水災害を引き起こし、放棄された。

## 概要

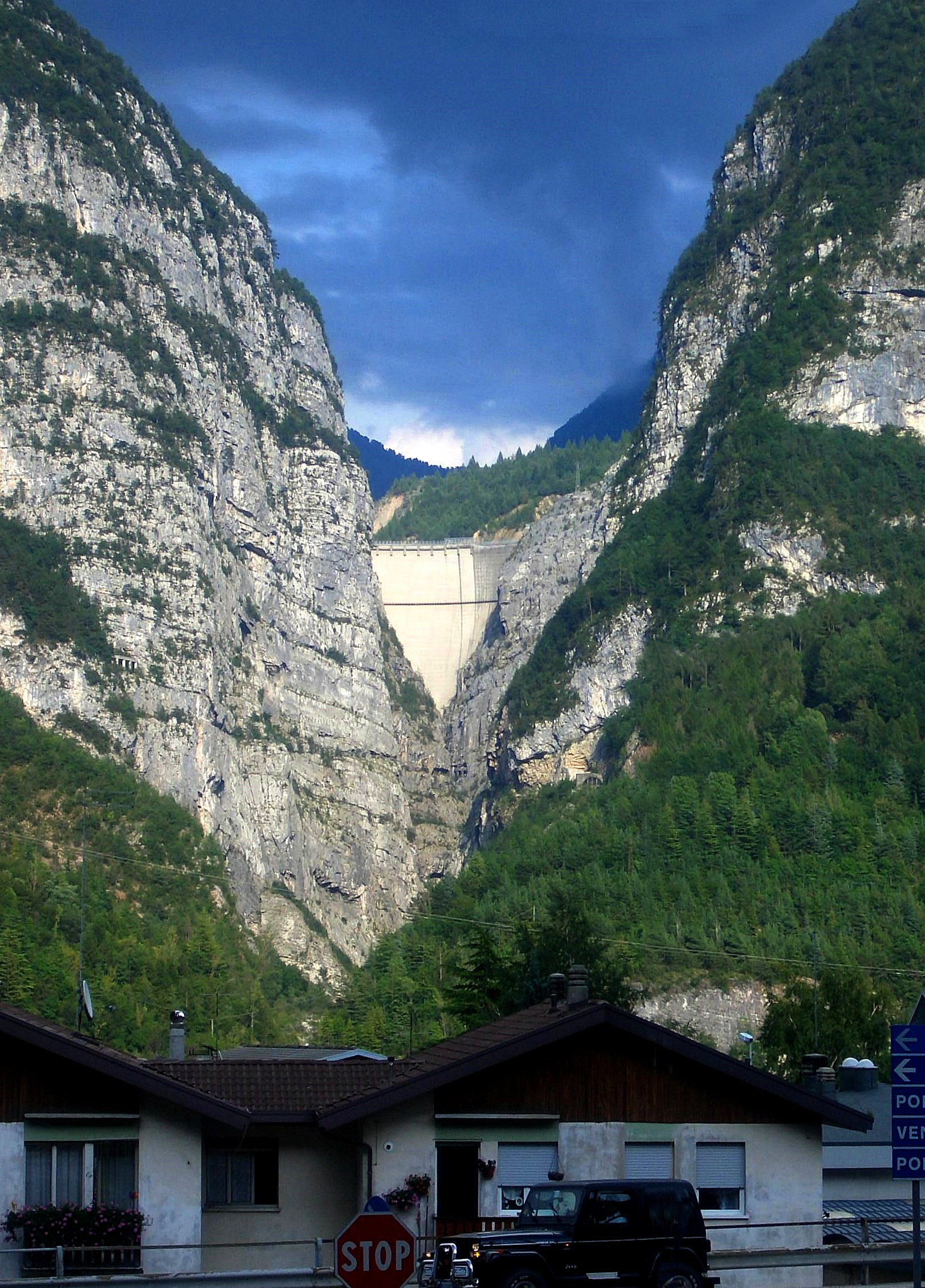
ロンガローネから見たバイオントダムの堤体

バイオント川 (it:Vajont (torrente)) は、イタリア北東部のヴェネト州を流れるピアーヴェ川の支川である。バイオントダムは、バイオント川が東のバイオント谷からピアーヴェ川に合流する手前に通る、狭隘で深い渓谷に建設された。1960年の竣工当時、262mの堤高は世界一であった。
ダムは、エルト・エ・カッソ村（フリウーリ＝ヴェネツィア・ジュリア州ポルデノーネ県）の西端にあたる。ダムの真西、峡谷の出口にあたるピアーヴェ川右岸には、ロンガローネ村（ヴェネト州ベッルーノ県）の中心であるロンガローネの集落が広がっている。
貯水開始後、地すべりが頻発するようになった。危険性の指摘や、大災害の予兆はあったものの、それらは軽視された。1963年10月9日のバイオントダム災害 (it:Disastro del Vajont) は、大規模な地すべりによって貯水湖から押し出された水が津波となり、ダム湖周辺およびダム下流の集落に壊滅的な被害をもたらしたものである。堤体自体はほぼ損傷しなかったものの、ダムは放棄された。この災害以後、ダムの建設において周辺の地質を調べることが重要視されるようになった。
2008年2月12日、ユネスコや国際地質科学連合などが中心になって行った「国際惑星地球年」（IYPE）プログラムの一環として、ユネスコは地球科学の理解が重要であることを示す「5つの教訓と5つの朗報」（Five Cautionary Tales and Five Good News Stories）を紹介した。「教訓」の筆頭に、「技術者と地質学者の失敗」によって引き起こされた事例としてバイオントダム災害が挙げられており、山腹の地質に対する適切な理解があれば防ぎ得たとした。

## 沿革

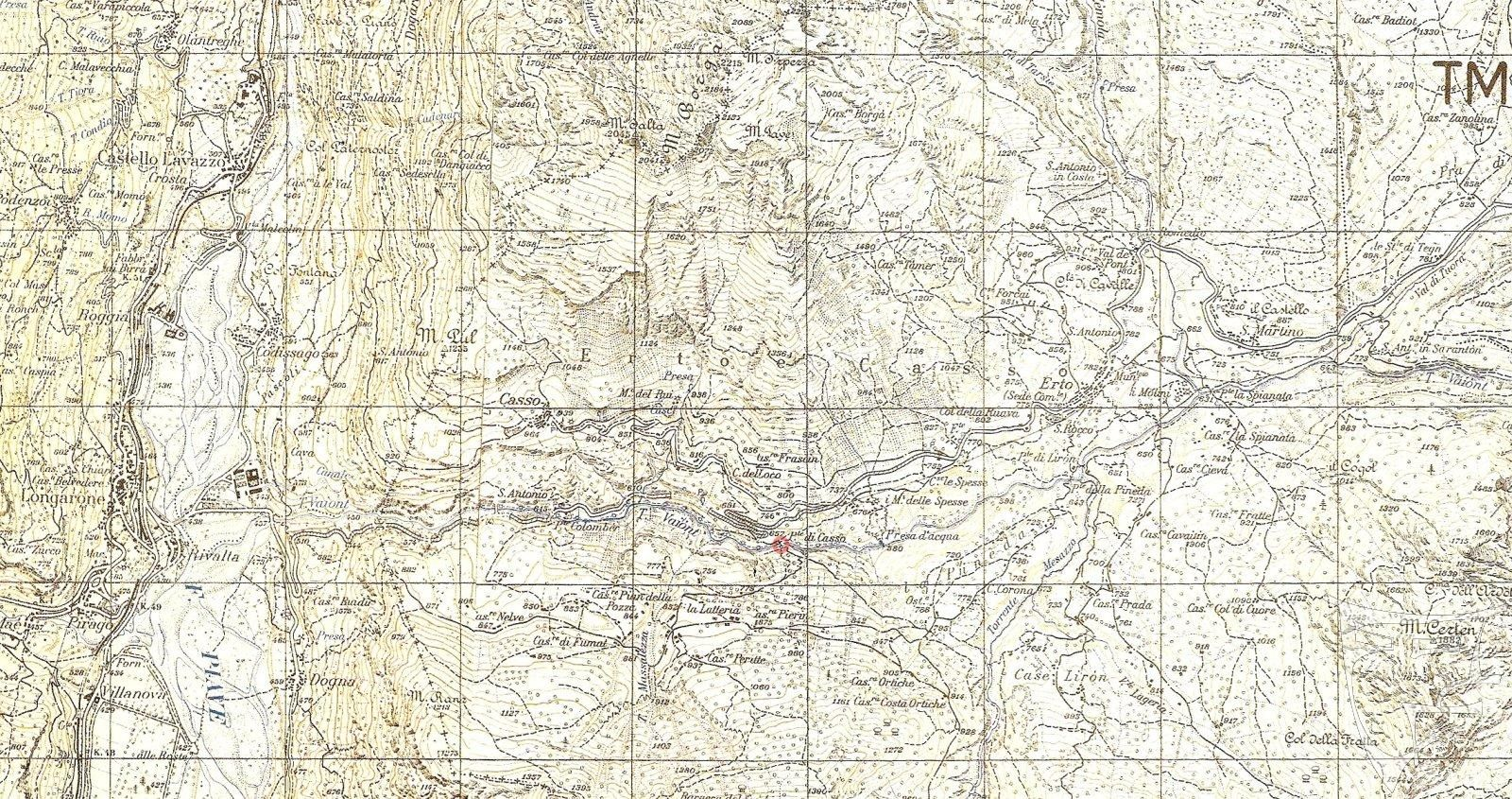
ダム建設前の地形図（1934年）

バイオント谷の出口にダムを建設するという提案は、1920年代にはじめて行われた。この土地の地盤の脆弱性は指摘されていたが、第二次世界大戦中の1943年10月15日に公共事業委員会から建築の許可が出されている。
1957年、ヴェネツィアのアドリア電力会社（SADE） (it:Società Adriatica di Elettricità) はダム工事を開始した。1960年11月30日に竣工した。設計者は、革新的なダム設計を多く手掛けたカルロ・セメンツァ (it:Carlo Semenza) （1893年 - 1961年）であった。この間、1962年に電力国有化によって電力会社が統合され、国営のイタリア電力公社（ENEL）に移管された。
貯水開始後、地震が頻発するようになり、水深が130mとなった時点で最初の地すべりが発生した。この地震は世界各地のダムで貯水に伴って発生しているダム地震ではないかと考えられている。この地すべりによって当時の貯水池が二分される形になったため、1960年から61年にかけて両方を結ぶバイパス水路を建設している。補強工事などを行ったのち、1961年に本格的な貯水を開始した。

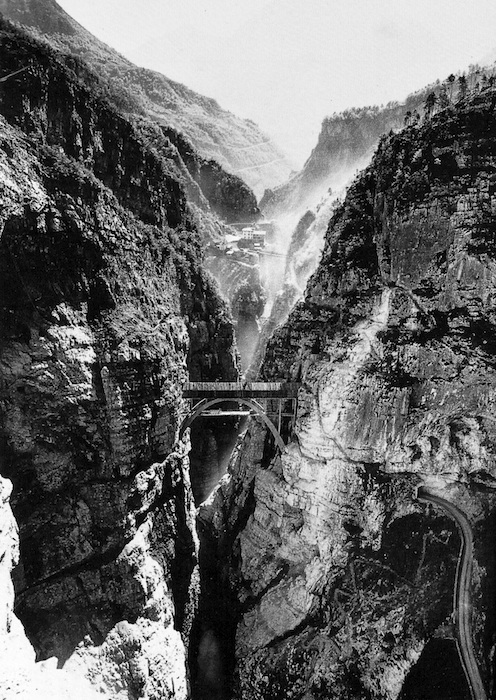
着工前（1956年）
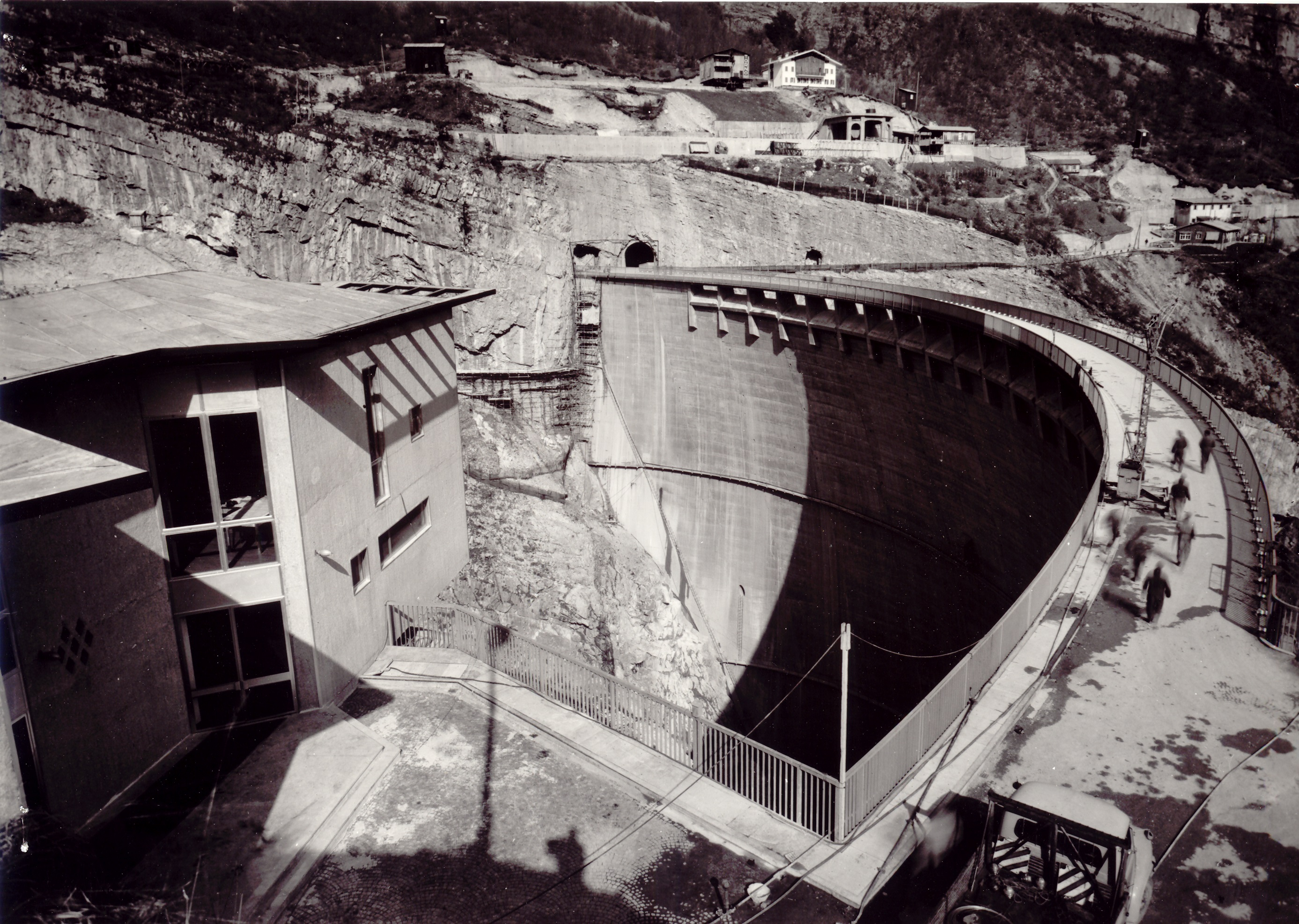
完成直前
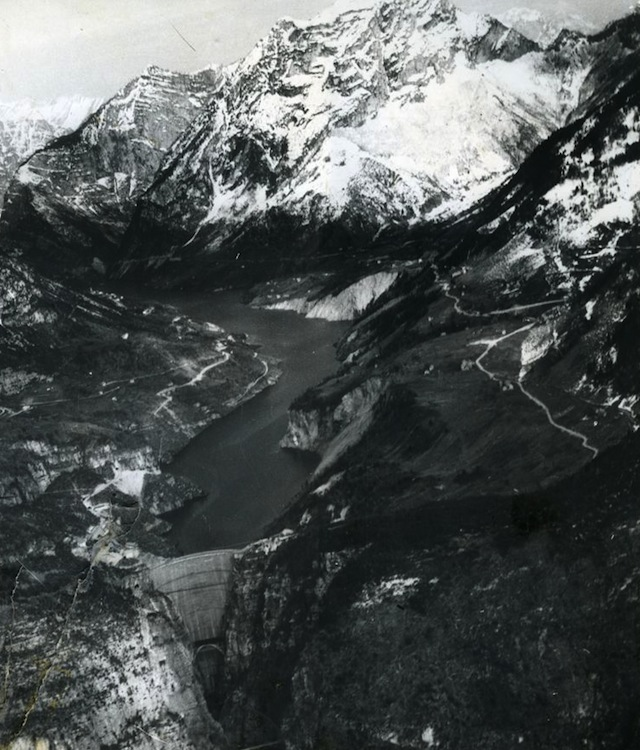
水を湛えるバイオントダム
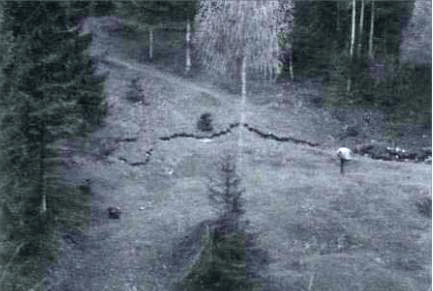
斜面の亀裂

## バイオントダム災害

### 予兆
1963年、この年は記録的な豪雨に見舞われた。9月中旬には地すべり速度が大きくなり、貯水量を下げるために3本のトンネルから放水が行われた。

### 1963年10月9日午後10時39分

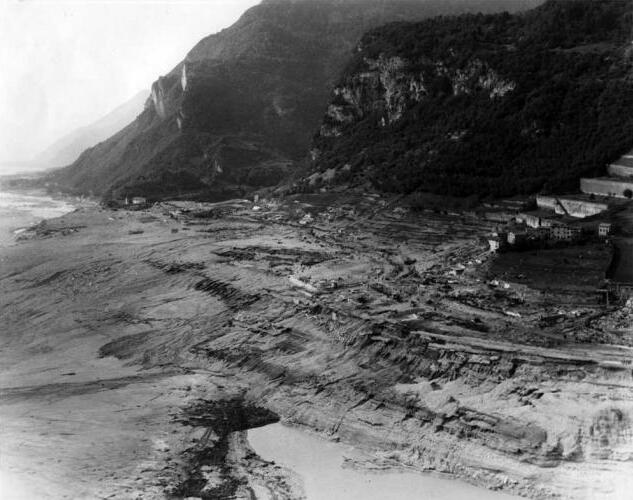
災害後のロンガローネ

1963年10月9日午後10時39分、ダム左岸（南岸）のトック山が2km以上に渡って地すべりを起こし、膨大な土砂が時速100km程度とされる高速でダム湖になだれ落ちた。滑落した土砂は2億4000万m3と推定される（ほかに、2億6000万m3や2億7000万m3の数字を出すものもある）。
当時のダム湖には1億1500万m3の水が貯水されていたが、土砂に押し出されて津波となった湖水は対岸と下流に押し寄せた。右岸（北岸）に向かった津波は谷の斜面を高さ250mまで駆け上った。ダムから240m以上の高さにあったカッソの集落では、低い場所にあった家屋が波に飲まれた。また、5000万m3に及ぶ水がダムの天端（頂部）を100mの高さで飛び越えてピアーヴェ川沿いの村々を襲った。とくに、峡谷の出口にあったロンガローネの集落は、上空から殺到する「水の壁」の直撃を受け、壊滅的な被害を出した。この結果、ダムの工事関係者と住民2125人が死亡するという大惨事となった（犠牲者として挙げられる数は、1900人余り、2000人以上、2500人、2600人など幅がある）。
ロンガローネ村では、ロンガローネ集落のほか Pirago, Rivalta, Villanova の各地区および Faé 地区の一部にも被害が及んだ。村全体では1450人の住民が犠牲となり、895軒の住居と205軒の店舗・工場が破壊された。また、カステッラヴァッツォで109人、エルト・エ・カッソ村で158人の住民が犠牲となった。このほか、工事関係者（労働者・技術者およびその家族）など域外から来た人々から200人が犠牲となっている。
しかしダム自体は、最上部が津波により損傷したのを除いてほとんどダメージは無かった。

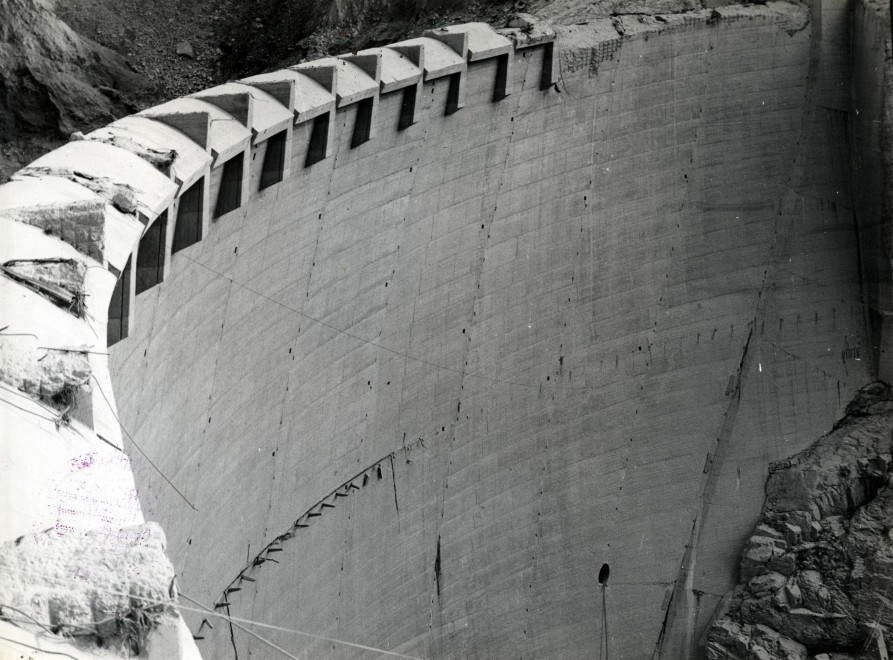
越水で損傷したダム天端
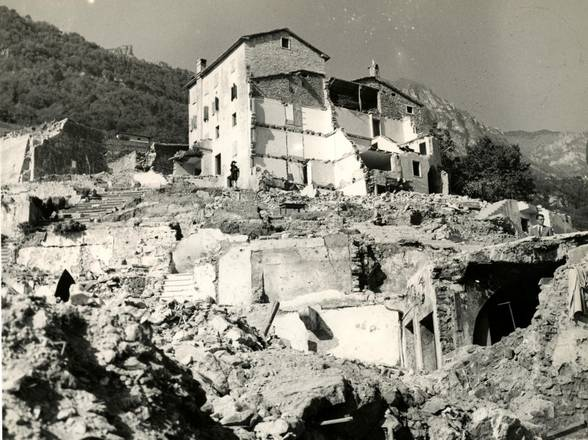
削り取られた家屋
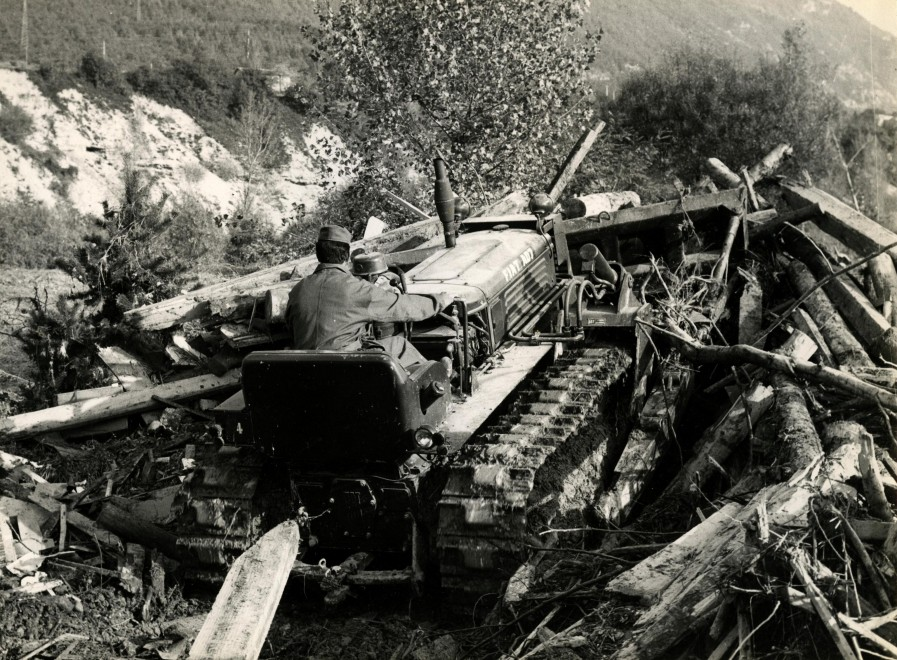
重機による瓦礫処理

### 事故の影響
事故の責任を問う裁判が行われ、住民を避難させなかったとして8人の関係者が有罪となった。この刑事訴訟の記録は2023年に世界の記憶に登録された。
また、この事故後、ダムの建設において周辺の地質を調べることが特に重要視されるようになった。どれだけ頑丈な堤防を作っても、周囲の山が崩落すればダム湖の水などは簡単に溢れることが判ったためである。
事故後、土砂により分断されたダム湖の間に新たなバイパス水路が建設され、さらなる地すべりを防ぐために水圧を抜くための水路および水路橋が建設された。現在も、ダム及び周辺の山の観測データが定期的にイタリア電力公社（ENEL）へ報告されている。

### 日本における同様のダム災害の可能性
日本では地質が脆弱なことが多く、ダム地点の地質条件については慎重な調査と対策が行われてきたが湛水域の地質についてはダム計画決定後に調査されることが多い。そのため、時には湛水域で小規模な地すべりが発生しているが、下流に被害が生じたことはない。2003年4月に奈良県の大滝ダムで試験湛水中に白屋地区地すべり（国交省発表の土量は200万m3）が起こった。しかし斜面にクラックを生じた段階で試験湛水を中止し、地すべり対策をおこなったためこのときも下流に被害を生じていない。以後、大滝ダムは恒久対策が完了するまで本格的な運用を停止し、洪水調節ができなかった。結局、洪水調節が開始されたのは2012年のことである。
2008年6月14日に岩手・宮城内陸地震が発生し、荒砥沢ダム上流で土砂崩落が発生してダム湖へ流入した。崩落土砂の量がダム貯水容量の1割程度だったことや、灌漑期に入り貯水量に空きがあったことなどによって津波がダムの堤体を越えることはなかった。

## 映像化

### ドキュメンタリー
- 衝撃の瞬間（ナショナルジオグラフィックチャンネル）

第5シリーズ9話　『ダム津波の脅威』

### 劇映画
- プロジェクトV（バイオント） 史上最悪のダム災害（原題:"Vajont - La diga del disonore"）

イタリア・フランス、2001年制作。レンツォ・マルチネリ監督 (it:Renzo Martinelli) 、ダニエル・オートゥイユ主演

## ギャラリー

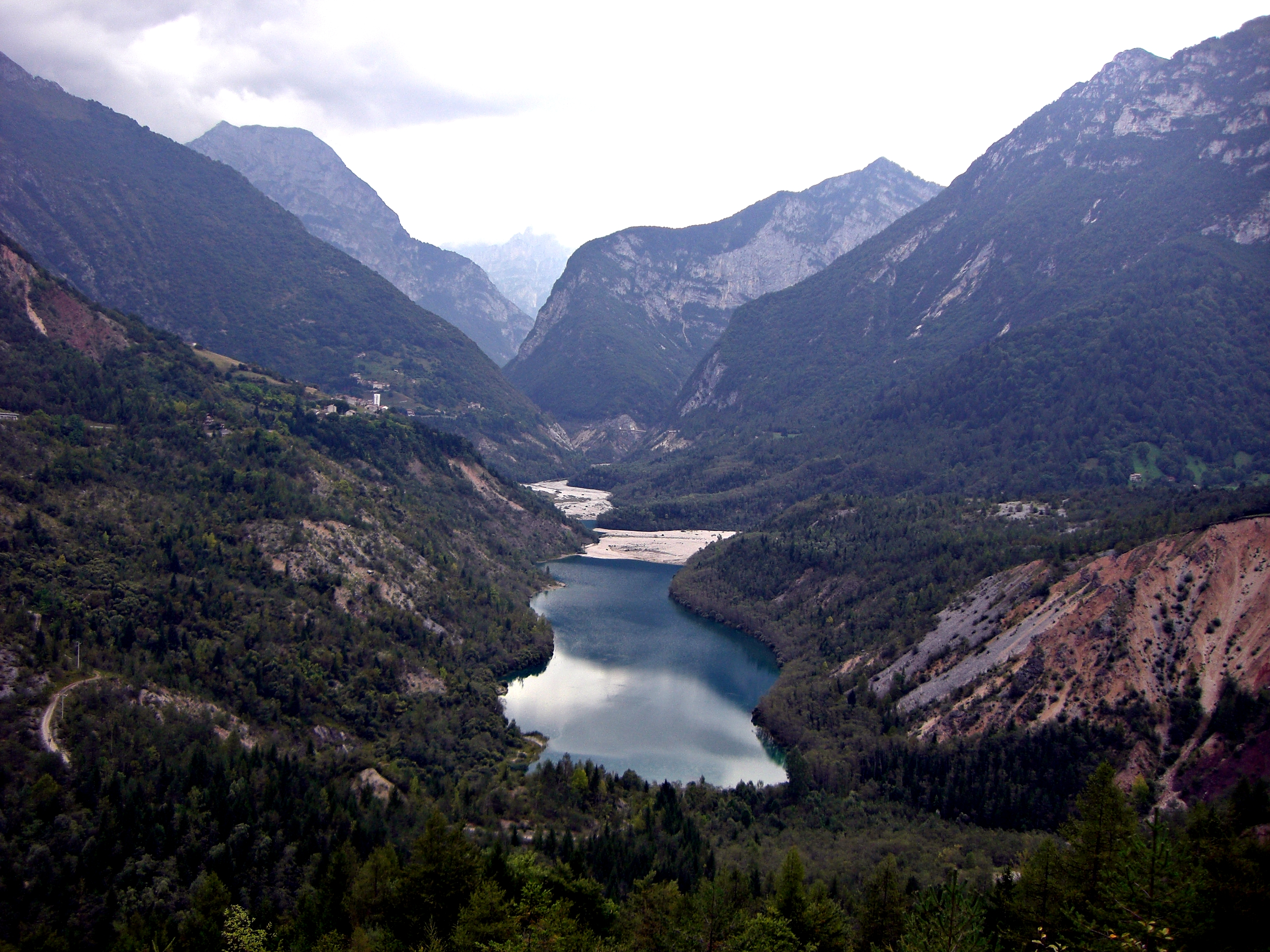
バイオント川（バイオント湖）
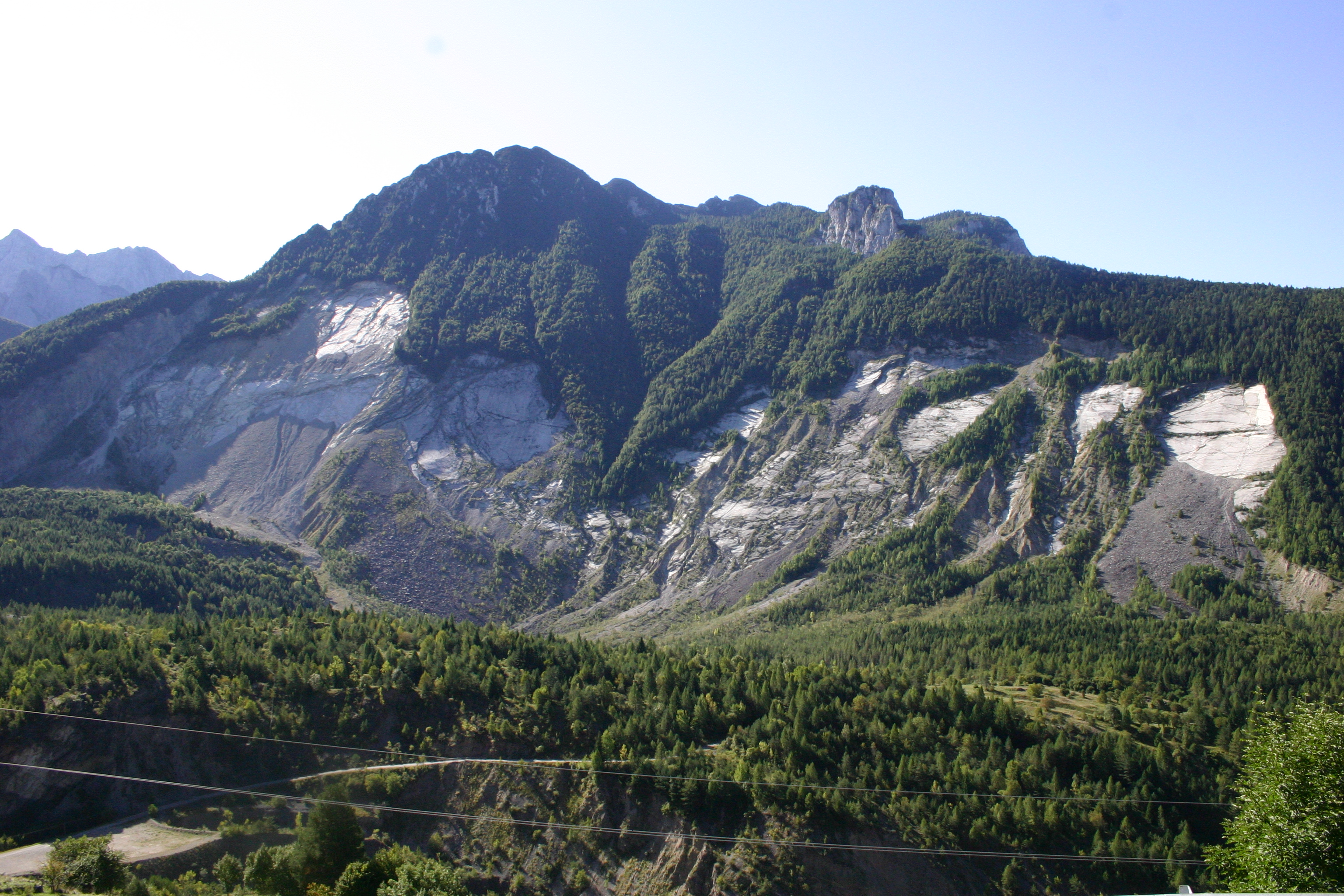
トック山の地すべり跡
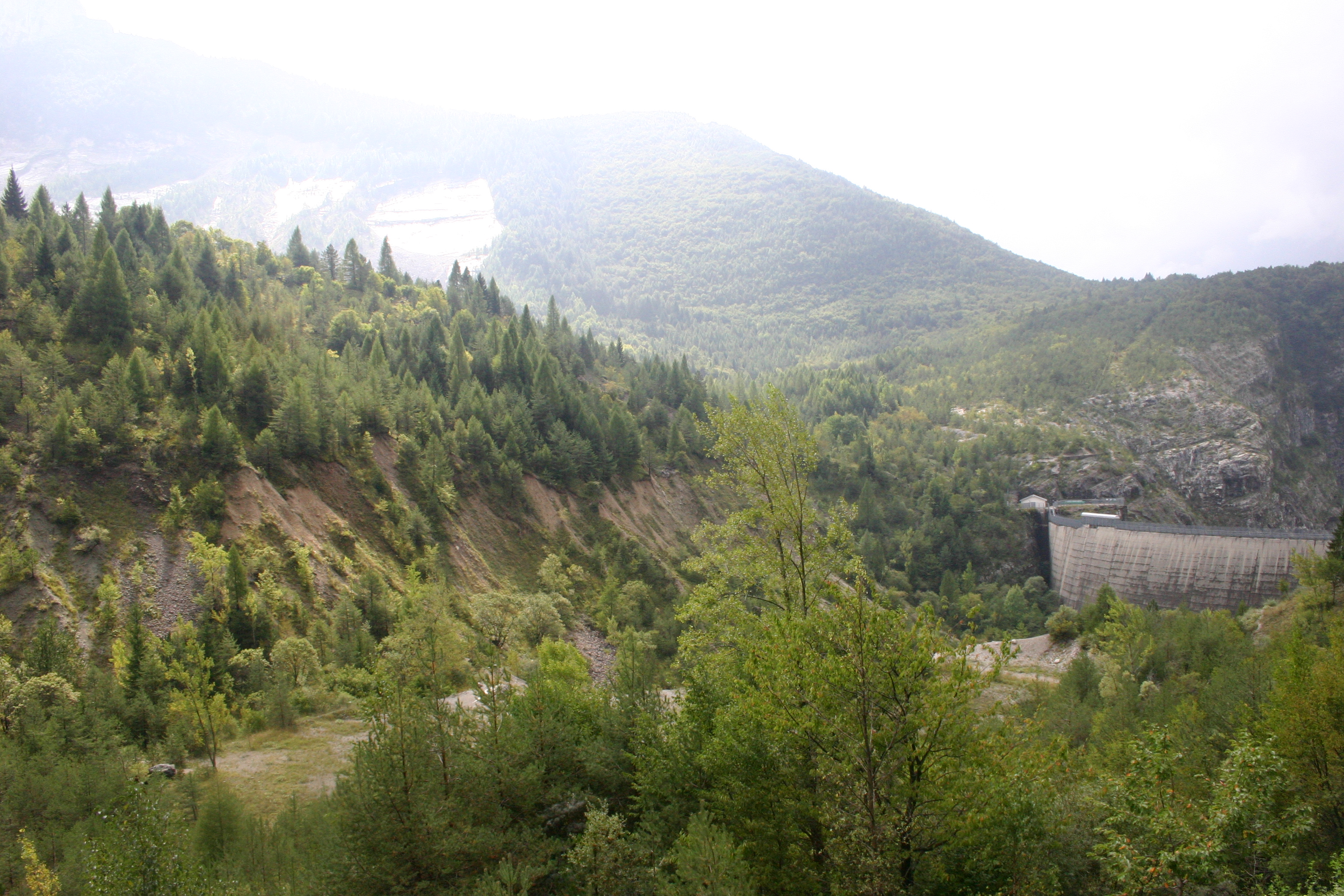
トック山の地すべり跡。右に堤体が見える。
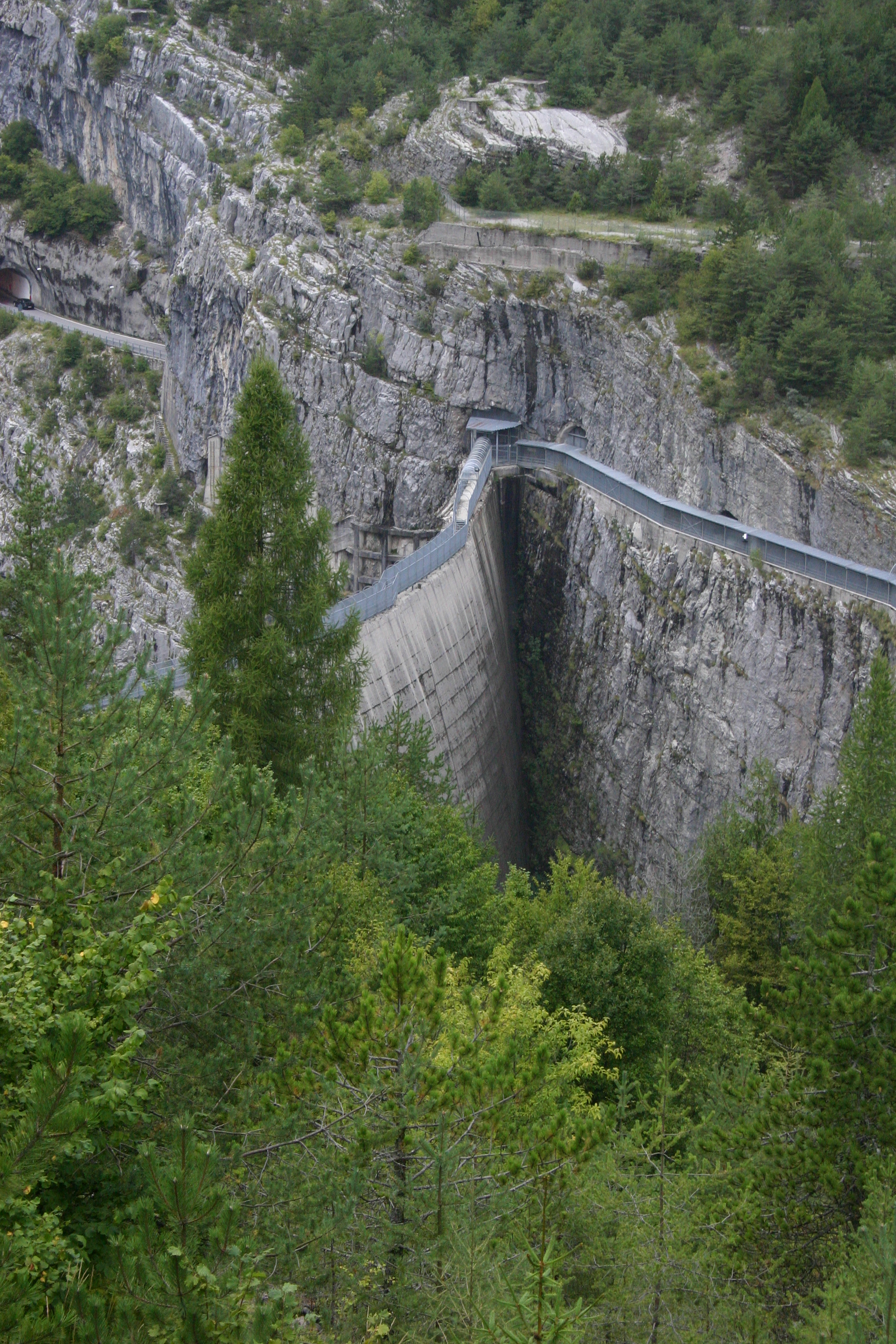
天端と道路